# Dobbeltspor
 Der er for få eller ingen kildehenvisninger i denne artikel, hvilket er et problem. Du kan hjælpe ved at angive troværdige kilder til de påstande, som fremføres i artiklen.

Dobbeltspor er to jernbane- eller sporvejsspor anlagt ved siden af hinanden med et spor for hver retning. Indenfor jernbaner anlægges de vigtigste strækninger ofte med dobbeltspor, mens de mere sekundære baner bygges med enkeltspor. I jernbanens barndom, fx banen mellem Liverpool og Manchester, gjordes det desuden for at undgå modkørende trafik på samme spor.[kilde mangler]

## Begrundelser for at anlægge dobbeltspor
Der findes en række forskellige årsager til at anlægge en jernbane med dobbeltspor eller udvide en enkeltsporet jernbane til dobbeltspor. De primære årsager er typisk ønsket om højere sikkerhed og/eller større kapacitet.[kilde mangler]

### Sikkerhed
Ved hjælp af dobbeltspor kan man adskille trafik i hver sin retning, hvilket mindsker risiko for kollisioner. Fordi hastigheden på en dobbeltsporet strækning ofte er højere, kan der undertiden ske uheld, hvis fx et bagvedkørende tog ikke når at bremse inden det rammer et tog, som holder stille. Moderne sikkerhedssystemer såsom ATC og ERTMS har hjulpet med at højne sikkerheden, da man ofte inddeler en dobbeltsporet strækning i blokafsnit (se nedenfor), som hver især er sikret vha. et signal. Således bremses toget automatisk, hvis et stopsignal (fx pga. et standset tog) ikke respekterers.

### Større kapacitet
En dobbeltsporet strækning har umiddelbart dobbelt så stor kapacitet som en enkeltsporet, fordi man uden videre kan afsende to tog i hver sin retning. Allerede tidligt inddeltes dobbeltsporede strækninger i blokafsnit for at øge kapaciteten. En inddeling i blokafsnit går ganske enkelt ud på at inddele hvert spor i et antal "stykker" af en given længde (fx 1500 meter), som hver sikres af et signal. Det gør det muligt at sende flere tog i samme retning, uden at foregående tog er nået til næste station. Hvis der befinder sig et tog i et blokafsnit, sættes signalet ved starten af dette bloksnit til at vise "stop". 
Da man lavede de første strækninger med blokafsnit skete det ved, at der ved starten af hvert blokafsnit var placeret en bemandet post, som satte signalet på "stop", når et tog kørte ind i blokafnittet. Dette signal stod på stop, indtil toget havde passeret næste post, og der var kommet besked herom til den foregående post.
Senere blev man i stand til at automatisere og derved billiggøre indstillingen af signalerne for blokafsnittene. I Danmark kendes dette system som "automatisk linjeblok",[kilde mangler] og dets funktionsmåde er meget enkel. Som udgangspunkt viser signalerne for blokafsnittene (kaldet AM-signaler; Automatisk Mellemblok) altid "kør", indtil et tog kører ind på den blok, signalet dækker. Når det sker, stilles signalet på "stop". Signalerne stilles ved brug af strøm og relæerne. Hvert spor er inddelt i et antal elektrisk isolerede afsnit (blokke), hvor der til hver skinne føres én ledning fra et elektrisk kredsløb. Eftersom både aksler og hjul på tog er lavet af stål uden nogen form for isolering, og fordi stål er elektrisk ledende, vil en aksel i et blokafsnit skabe elektrisk forbindelse mellem de to skinner. Når det sker, sætter et relæ signalet på "stop".